# Aéroport international Shirak
L’aéroport international Shirak (en arménien Շիրակ միջազգային օդակայան) (code IATA : LWN • code OACI : UDSG) est le deuxième aéroport d'Arménie. Mis en service en 1961, il est situé dans la deuxième ville du pays, Gyumri.
Les architectes de l'aéroport sont L. Sh. Khristaforyan, R. G. Asratyan et G. N. Mousheghyan. E. N. Tosunyan et W. G. Tatevosyan ont été responsables des constructions mécaniques.

## Situation
L'aéroport Shirak est situé à 5 km du centre-ville de Gyumri, à 1 524 mètres d'altitude. Sa situation sur les hauts plateaux du Nord-Ouest du pays lui offre régulièrement des conditions climatiques plus clémentes qu'à l'aéroport d'Erevan, notamment en hiver, lorsque le brouillard s'installe plusieurs jours durant dans les plaines de la capitale. La proximité avec la Géorgie permet également à Shirak d'accueillir des vols devant être déroutés de Tbilissi.
| \| 20 km1:4 496 000 \| Erevan · Zvartnots Gyumri · Shirak |
| 20 km1:4 496 000                                          |

## Changement de gestion
Alors que la fréquentation était en chute depuis des années, le gouvernement arménien ajoute le 3 août 2007 la gestion de l'aéroport Shirak au contrat de concession de l'aéroport Zvartnots d'Erevan à la société argentine Armenia International Airports CJSC (AIA) pour une durée de 30 ans.
Dans le même temps, l'aéroport est fermé du 20 juin au 20 octobre 2007 pour permettre la rénovation des pistes, des lumières et du terminal pour un coût approximatif de dix millions de dollars. Dès la fin des travaux, le Département général de l'aviation civile du gouvernement d'Arménie affecte la catégorie 1 OACI à l'aéroport.

## Statistiques
Pour des raisons techniques, il est temporairement impossible d'afficher le graphique qui aurait dû être présenté ici.

Voir la requête brute et les sources sur Wikidata.

## Compagnies aériennes et destinations
| Compagnies         | Destinations                                              |
| ------------------ | --------------------------------------------------------- |
| Aircompany Armenia | En saison: Tbilissi-C. Roustavéli                         |
| Azimuth            | En saison: Krasnodar-Pashkovsky, Rostov-sur-le-Don/Platov |
| IrAero             | Moscou-Domodédovo                                         |

Édité le 04/10/2020  Actualisé le 18/05/2023

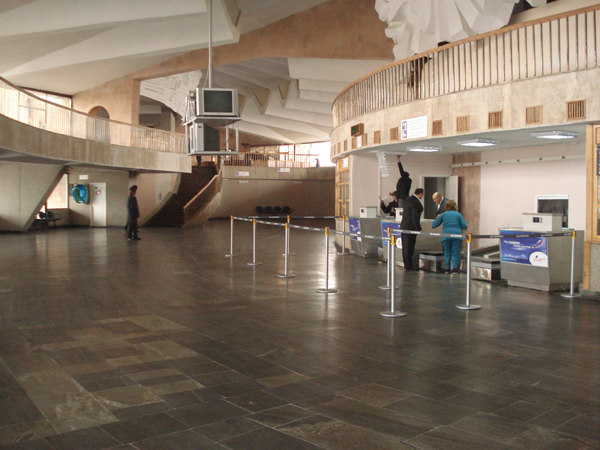
Terminal de l'aéroport.